# Prata di Pordenone
Prata di Pordenone (Prata in veneto) è un comune italiano di 8 405 abitanti dell'ex provincia di Pordenone del Friuli-Venezia Giulia.

## Geografia fisica
Il comune di Prata di Pordenone si trova in Friuli-Venezia Giulia, al confine con il Veneto. È composto dal capoluogo, Prata e dalle frazioni di Villanova, Ghirano, Borgo Passo, Puja, Peressine, Prata di Sopra e le Monde. Fa parte dei 16 comuni del bacino idrografico del fiume Livenza.

## Storia

### Simboli
Lo stemma del comune di Prata di Pordenone è stato concesso con regio decreto del 21 aprile 1927.
Il gonfalone, concesso con decreto del presidente della Repubblica n. 1274 del 5 aprile 1977, è un drappo troncato di bianco e di azzurro.

## Monumenti e luoghi d'interesse

### Architetture religiose
Chiesa di Santa Lucia

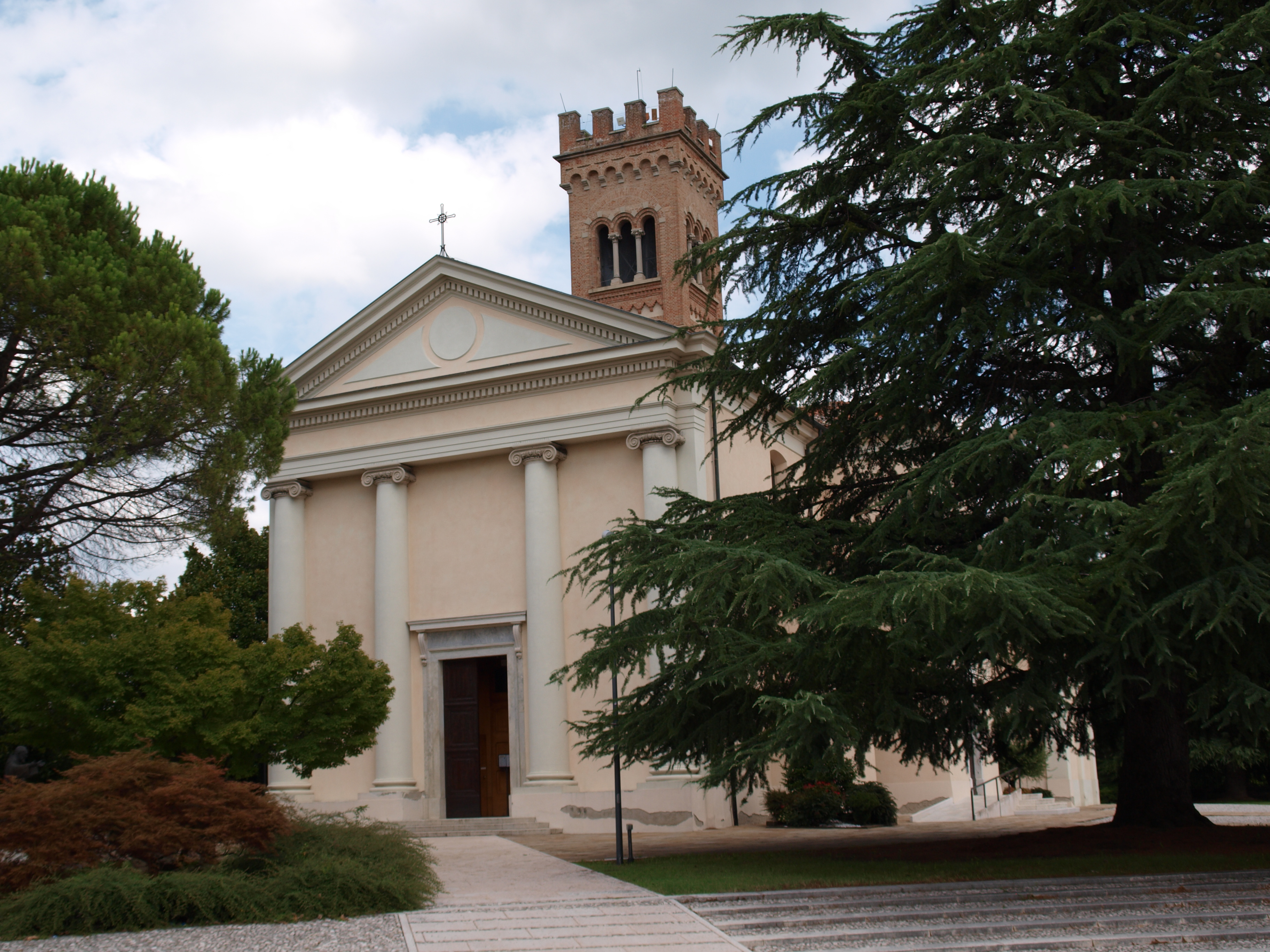
La chiesa di Santa Lucia

La chiesa parrocchiale di Prata, facente parte della diocesi di Concordia-Pordenone, è un edificio costruito, o meglio ampliato, nel 1772, con facciata di tipo neoclassico scandita da quattro semicolonne con capitello ionico. All'interno, nell'altar maggiore, due statue dello scultore veneziano Bartolomeo Modolo, raffiguranti i Santi Lucia e Giacomo (1748), una pala con San Carlo, Sant'Antonio Abate e San Floriano (1630) di Gasparo Narvesa e una bella pala d'altare (Madonna del Rosario tra San Domenico e Santa Rosa) di Jacopo Amigoni (1682-1752), pittore napoletano che, venuto giovane a Venezia, fu con Sebastiano Ricci e Gian Domenico Pellegrini tra i protagonisti del Rococò: in questo dipinto del 1740, si evidenzia il suo fraseggiare largo e aperto, l'indeterminatezza dei contorni e la vaporosità del colore. La chiesa fu consacrata l'11 ottobre 1877 dal vescovo Andrea Casasola.
Chiesa dei Santi Pietro e Paolo
La chiesa parrocchiale di Ghirano, dedicata ai Santi Pietro e Paolo e compresa nella diocesi di Vittorio Veneto, fu edificata tra il 1797 ed il 1846.
Tempio di San Giovanni dei Cavalieri
Importante costruzione sul piano storico l'antico tempio di San Giovanni dei Cavalieri, risalente al XIV secolo, contiene preziose testimonianze della scultura gotica in Friuli, quali i sigilli tombali, trecenteschi con la raffigurazione dei presbiteri Giacomo da Prata (1330) e Bonaccorso (1337), l'arca di Pileo da Prata (1325) e soprattutto quelle di Nicolò da Prata e Caterina di Castrucco (1344) arricchita dalle figure in bassorilievo della Madonna con Bambino e dei Santi Francesco e Giovanni Battista, e considerata opera di un collaboratore dello scultore veneto Andriolo de Santi.
Chiesa dei Santi Simone e Giuda

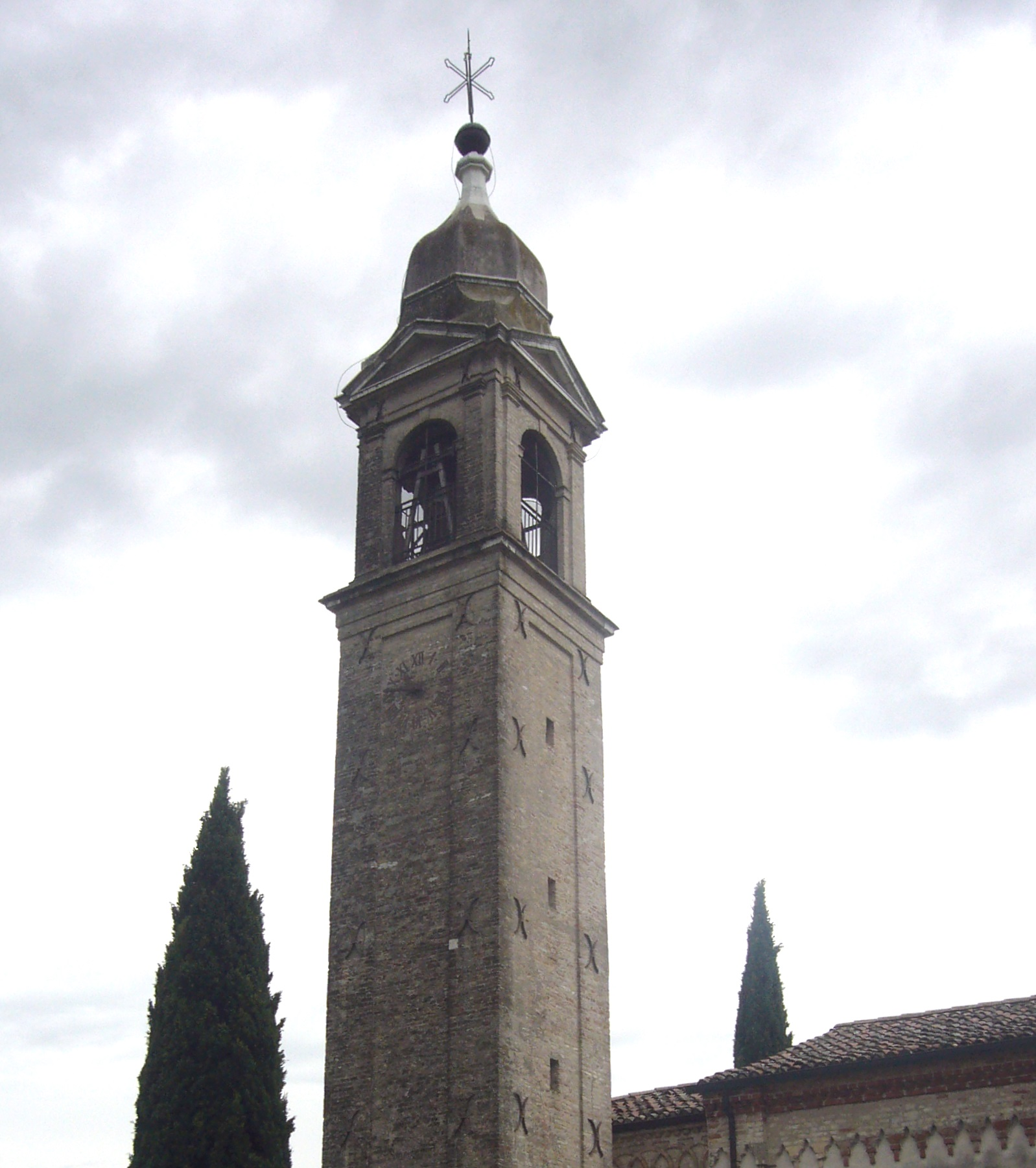
Il campanile della chiesetta dei Santi Simone e Giuda

La chiesa dei Santi Simone e Giuda, ricordata nel testamento di Guecello II di Prata il 7 agosto 1262, conserva nell'abside memoria della decorazione rinascimentale: affreschi con i dottori della Chiesa nelle vele delle volte ed una Crocifissione nella parete di fondo, e poi il Sacrificio di Caino e Abele e l'Annunciazione nell'arco trionfale e Sante nel sottarco attribuibili al pittore Pietro Gorizio e databili al 1498. Ancora a Prata, in un capitello stradale di fronte a Palazzo Brunetta, l'opera d'arte forse più bella del paese, una Madonna con Bambino dipinta da Gianfrancesco da Tolmezzo intorno al 1500: purissimo l'ovale della Madonna, gradevole l'insistenza grafica, dolcissimo il sentimento che anima i personaggi.

### Architetture civili
Villa Morosini Memmo
Ora municipio, risale alla fine del Cinquecento.
Villa Brunetta
Caratteristica per l'altezza della parte centrale, ricca di statue nel giardino e, all'interno, di arredi, di caminetti settecenteschi e di affreschi.
Capitello Brunetta
A qualche decina di metri dalla chiesa di San Simone, in un capitello stradale, è possibile ancora vedere una pregevole opera pittorica: un affresco raffigurante la Madonna in trono che sorregge con il braccio destro il Bambino, in piedi sulle ginocchia, che tiene una mela con la mano sinistra.
L'affresco, in precario stato di conservazione, è opera di Gianfrancesco da Tolmezzo e viene datato al 1499.
Il capitello è quanto rimane della piccola abside di un oratorio più vasto, che, secondo alcune fonti orali, presentava una facciata a capanna sormontata da un campanile monoforo. L'oratorio fu demolito attorno al 1940 per consentire l'ampliamento della strada all'altezza dell'incrocio. Per la devozione popolare l'affresco fu salvato. L'edificio originario è stato restaurato nel 2017.

## Società

### Evoluzione demografica
Abitanti censiti

## Cultura

### Musei
Il Museo della Miniera illustra la vita degli emigranti friulani che lavorarono nelle miniere di carbone all'estero, soprattutto in Belgio, attraverso la ricostruzione dettagliata di una galleria, attrezzi, fotografie e documenti. I reperti esposti provengono dalla miniera di carbone della città di Roton. Rientrati in patria, profondamente segnati dal male della miniera, la silicosi, ma anche dal ricordo di tante fatiche e incidenti, dalle difficoltà di integrazione e dall'ostilità dell'ambiente, gli ex minatori, hanno deciso di realizzare quest'opera perché sia sempre presente nella memoria un periodo difficile della nostra storia, contrassegnato da numerose tragedie, come quella di Marcinelle l'8 agosto 1956. Il museo, dedicato a Santa Barbara, patrona dei minatori, è anche un capitello, dove vengono celebrate anche funzioni religiose. Nel 2009 l'associazione ex minatori, Gemp, ha donato il museo al Comune di Prata di Pordenone.

## Amministrazione

### Sindaci
| Periodo          | Periodo        | Primo cittadino | Partito                                      | Carica  | Note |
| ---------------- | -------------- | --------------- | -------------------------------------------- | ------- | ---- |
| 21 novembre 1993 | 26 maggio 2002 | Omero Ronchese  | Lega Nord                                    | Sindaco |      |
| 27 maggio 2002   | 27 maggio 2007 | Nerio Belfanti  | centro-destra                                | Sindaco |      |
| 28 maggio 2007   | 6 maggio 2012  | Nerio Belfanti  | Lega Nord                                    | Sindac  |      |
| 7 maggio 2012    | 11 giugno 2017 | Dorino Favot    | lista civica Progettiamo il futuro Lega Nord | Sindaco |      |
| 11 giugno 2017   | 13 giugno 2022 | Dorino Favot    | lista civica Insieme per Prata Lega Nord     | Sindaco |      |
| 14 giugno 2022   | in carica      | Katia Cescon    | lista civica Insieme per Prata Lega Nord     | Sindaco |      |

### Gemellaggi
- Floreffe

## Sport
- A.S.D. Futuro Giovani - Scuola Calcio
- S.C. La Pujese
- A.S.D. Calcio Prata
- A.P.S. Sentiron Prata di Sopra
- Pallavolo Prata A.S.C.
- S.S.D. Maccan Prata C5
- A.S.D. BPS CYCLING